# Ти си ми у крви
Ти си ми у крви је шести албум Здравка Чолића. Издат је 1984. године. Продуцент албума је био Корнелије Ковач. Албум носи назив по истоименој песми за коју је текст написала Споменка Ковач а музику Корнелије Ковач.
Највећи хитови: Ти си ми у крви, Ти можеш све ал' једно не и Рушка

## Песме
1. Рушка
2. Устани сестро
3. Ти можеш све, ал’ једно не
4. Цура из Зенице
5. Ти си ми у крви
6. Вала, вријеме је
7. Јужњаци
8. Памти ме по добру
9. Освојио би’ све
10. Сто Цигана

## Наслеђе
Многи певачи из региона, укључујући Зорана Предина, су препевали насловну песму.